# Верхний Починок (Кировская область)
Верхний Починок — деревня в составе Опаринского района Кировской области.

## География
Находится на расстоянии примерно 52 километра по прямой на запад от районного центра поселка Опарино.

## История
Деревня известна с 1727 года, когда здесь было учтено 2 двора и 12 душ мужского пола. В 1859 году было учтено дворов 9 и жителей 72, в 1926 80 и 160, в 1950 32 и 101. В 1989 году было учтено 9 жителей. До 2021 года входила в Речное сельское поселение Опаринского района, ныне непосредственно в составе Опаринского района.

## Население
| 2010 |
| ---- |
| 2    |

Постоянное население составляло 2 человека (русские 100 %) в 2002 году, 2 в 2010.